# Prenčov
Prenčov es un municipio del distrito de Banská Štiavnica en la región de Banská Bystrica, Eslovaquia, con una población estimada a final del año 2024 de 614 habitantes.
Se encuentra ubicado al oeste de la región, cerca del río Hron —un afluente izquierdo del Danubio— y de la frontera con la región de Nitra.

## Demografía
| Año        | 1994 | 2004 | 2014    | 2024    |
| ---------- | ---- | ---- | ------- | ------- |
| Población  | 625  | 625  | 664     | 614     |
| Diferencia |      | +0 % | +6,24 % | −7,53 % |

| Año        | 2023 | 2024    |
| ---------- | ---- | ------- |
| Población  | 625  | 614     |
| Diferencia |      | −1,76 % |